# Saryarka
Saryarka - Các hồ và vùng thảo nguyên ở phía Bắc Kazakhstan (được biết đến ở Kazakhstan với tên saryarka, hoặc " màu vàng") đã được công nhận là di sản thế giới của UNESCO vào ngày 7 tháng 7 năm 2008. Khu vực có diện tích 450.344 ha (trong đó có hơn 200.000 ha thảo nguyên Trung Á) là và là di sản tự nhiên đầu tiên ở Kazakhstan. 
Các khu vực bao gồm: khu bảo tồn thiên nhiên Naurzum (nằm trong tỉnh Kostanay) và Khu bảo tồn thiên nhiên Korgalzhyn (nằm trong tỉnh Akmola). Hai khu vực là các vùng đất ngập nước quan trọng, là điểm dừng chân cho các loài chim di trú từ Châu Phi, Châu Âu, và Nam Á. Người ta ước tính rằng khoảng 15-16 triệu con chim, trong đó có nhiều loài nguy cấp, đến khu vực này để kiếm ăn và sinh sản. 
Các loài hồng hạc là một điểm thu hút lớn trong khu bảo tồn thiên nhiên Korgalzhyn.
Đây cũng là nơi có các loài động vật hoang dã của vùng thảo nguyên Kazakh, bao gồm Marmota, chó sói, và nhiều loài bị đe dọa và có nguy cơ tuyệt chủng như linh dương Saiga, sếu trắng Siberi, Bồ nông Dalmatia, đại bàng ăn cá Pallas. Korgalshyn là một trong những khu vực nổi tiếng nhất ở Kazakhstan về việc du lịch và ngắm các loài chim.
Ngoài ra, tài sản bao gồm hai hệ nhóm hồ, hồ nước ngọt và hồ nước mặn là vùng sinh thái ngập nước làm tổ của gần 1 triệu tổ chim mặt nước. Các nhóm hồ nằm trên lưu vực sông chảy về phía Bắc đổ ra Bắc Băng Dương và phía Nam đổ ra lưu vực sông Aral-Irtysh.
Khó khăn trong việc quản lý chính là tình trạng săn trộm động vật hoang dã (đặc biệt là loài linh dương Saiga), cùng với đó là chế độ thủy văn của hệ sinh thái ngập nước trong khu vực phụ thuộc vào các dòng sông như là tại hồ Korgalzhyn và Tengiz.